# Barrayar (planet)
Barrayar je izmišljeni planet iz znanstveno fantastične serije novela i kratkih priča Lois McMaster Bujold o obitelji Vorkosigan - Pustolovine Milesa Vorkosigana.
- Glavni grad: Vorbarr Sultana.

- Naseljenost: Barrayar u odnosu na druge planete iz istog razdoblja je veoma slabo napučen.

- Ekonomija: Lokalna ekonomija na Barrayaru se uglavnom temelji na poljoprivredi, iako se postepeno razvija industrija nakon Cetagandanske okupacije. Barrayarsko Carstvo većinu svojih prihoda ostvaruje zahvaljujući crvotočnom prometu u Komarrskom svemiru. Barrayarska je ekonomija slabo razvijena u odnosu na standarde drugih planeta. Važeća moneta je Barrayarska Carska Marka.

- Vlast: Barrayar je matični planet Barrayarskog Carstva (uz taj planet još su druga dva planeta pod Barrayarskom upravom), to je carstvo čiji car se bira nasljednim putem. Sustav vladanja je uglavnom nepisan, a u velikoj mjeri se temelji na danoj riječi. Carstvom upravlja Car, s vrhovnom i potpunom moći. Postoji također i zakonodavno tijelo - Vijeće Grofova, koje je zaduženo za nadzor carskih financija i u određenoj mjeri nalikuje tradicionalnom Britanskom Domu lordova. Svaki od 60-članog Vijeća Grofova nadzire svoj okrug ili povjereni mu veći dio planeta. Na primjer, Grof Vorkosigan nadzire Okrug Vorkosigan. Postoji još i Vijeće Ministara koje obavlja izvršne poslove vlade, a uključuje također i druge službene ili neslužbene Careve savjetnike.

## Geografija
Uvjeti života na Barrayaru slični su onima na Zemlji (s klimatskog gledišta). Postoji velika raznolikost biljnog svijeta, ali njegova autohtona vegetacija nejestiva je za ljude i sve životinje koje potječu sa Zemlje. Zapravo većina biljnih vrsta kod mnogih ljudi izazivaju po život opasne alergijske reakcije, a teraformiranje je nužno za provođenje kolonizacije.
Na planetu nema većih autohtonih životinja, mogu se pronaći neke male životinje koje lokalno stanovništvo u žargonu naziva "bube". Zemljopisna raznolikost nalikuje onoj kod Zemlje s velikim ravnicama, visokim planinama, močvarnim i riječnim dolinama. Postoje dva velika kontinenta uz otoke po oceanima. Kako postoje područja koja imaju klimatske uvjete slične onima na Artiku, mora se pretpostaviti da postoje zaleđeni oceani kao i kopnene površine pod ledom. 

## Kultura
Barrayarska kultura je feudalna i u njoj prevladava vojnička kasta – Vorovi, koje vodi Car i šezdeset grofova koji upravljaju svojim vlastitim okruzima. (Na Barrayaru titula grof proizišla je od funkcije knjigovođa, jer su prvi grofovi bili zapravo poreznici.) Grofovi i njihovi podanici imaju uzajamne dužnosti i zadatke jedni prema drugima.
Pripadnici Vorske klase nose perfiks "Vor" ispred svojeg prezimena. Izvorna prezimena su uglavnom bila ruska. 
Čitavo okruženje donekle nalikuje ranom Meiji dobu u Japanu, pogotovo jer je Barrayar bio izoliran od ostatka poznatog svemira mnogo stoljeća, a što je potaklo razvoj kvazi-srednjovjekovnog društva, a i dostupna tehnologija je bila na istoj razini. Dolazi do nagle modernizacije u razdoblju kad se odvija Vorkosigan saga, ali to učestalo izaziva kulturološke šokove. Dok su gradovi moderni, većina zabitih barrayarskih zajednica još uvijek živi u istim onakvim uvjetima koji su postojali za "Vremena izolacije".

## Etničke zajednice
Mogu se razlikovati četiri velike etničke zajednice na Barrayaru. One uključuju potomke Rusa, Francuza, Engleza i Grka, koji su bili prvi kolonisti planeta.
Grci su u znatnoj manjini na Barrayaru, čini se da prevladava rusko stanovništvo kao i kultura. To se može zaključiti po brojnim Barrayarskim kulturnim stajalištima a koja ili odražavaju ili su potekle direktno iz ruske kulture. Dobar primjer je priča o Babi Jagi koja se prenosi kroz Barrayarski folklor.

## Povijest
Ne zna se mnogo o barrayarskoj povijesti. Malo nakon dolaska prvih kolonista crvotočina s kojom su došli i uz pomoću koje su bili u dodiru s ostatkom neksusa se zatvorila. Ostali su izolirani i to ih je gurnulo u teško razdoblje poznato kao "Vrijeme izolacije". Ratovi su bili stalni jer su se Vorovi borili između sebe za premoć, sve dok car Dorca Pravedni nije ujedinio Barrayar pod svojom vlašću. Zbog stoljeća ratovanja kao i kasnije Cetagandanske okupacije, do koje je došlo nekih dvadeset godina nakon prestanka "Vremena izolacije" i u kojoj je pet milijuna Barrayaraca izgubilo život, Barrayarska kultura veoma je vojnički orijentirana.
Nakon što su Cetagandanci poraženi i Barrayar oslobođen, u nastojanju da se spriječi ponavljanje nečeg sličnog u budućnosti pokorili su Komarr. To je bio planet koji je nadzirao jedinu crvotočinu koja je omogućavala skok do Barrayar. To je također bila i osveta jer su Komarrani prihvatili mito od Cetagandanaca da se omogući njihovoj floti prolaz kroz crvotočinu radi napada na Barrayar. Ova okupacija kao i neki događaji koji su slijedili, zaslužni su za okrutnu vojničku reputaciju Barrayara u ostatku naseljenog svemira. To je različito od Prusije (Prussia) ili Japana prije završetka Drugog svjetskog rata.

## Važna mjesta

### Vorbarr Sultana
Glavni grad Barraryara, kao i čitavog Carstva. Može se zaključiti da je također glavni grad Vorbarra okruga. Veći dio priča odvija se u ovom gradu. Svaki grof ima svoju rezidenciju ovdje i to je u pravilu mjesto gdje prebiva Car. Za vrijeme regentstva tu je stanovala obitelj Vorkosigan. Do ovoga je došlo nakon smrti cara Ezara Vorbarre, pa sve dok car Gregor Vorbarra nije stasao dovoljno da sam može preuzeti ulogu vrhovnog poglavara. 

### Carska rezidencija
Službena Carska palača nalazi se u Vorbarr Sultani. Sam stil gradnje je veoma moderan na nekim mjestima, ali opet tako star na drugim. To je zato što bi svaki car koji bi došao na prijestolje dodavao nove sobe kao i krila na samu palaču, sve u drugačijem stilu. Unutar palače može se pronaći glavna plesna dvorana, konjušnica, Carske odaje, obične odaje, veliki dvorski vrt kao i sustav tajnih podzemnih tunela. Ovi podzemni tuneli su sagrađeni kako bi poslužili kao put za bijeg u slučaju da se zgrada napadne.

### Kuća Vorkosiganovih
To je službeno prebivalište Vorkosiganovih. To je ipak zamjensko mjesto stanovanja Vorkosiganovih, jer oni mnogo više vremena provode uključeni u carsku politiku nego u okružnu odnosno lokalnu politiku. Radi se o velikoj kamenoj vili, smještenoj blizu Sveučilišta Vorbarr Sultane.

### Vorhartung dvorac
Ovdje se sastaje Vijeće Grofova, koje je glavno zakonodavno tijelo na Barrayaru.

### Sjedište Carske Sigurnosti
Sjedište Carske Sigurnosti (još poznata i kao CarSig) smješteno je usred Vorbarr Sultane. Zgradu je projektirao paranoični i manični arhitekt pod narudžbom Ludog Cara Yuria. U čitavoj seriji ju se opisuje kao veoma ružnu zgradu, koja je većim djelom napravljena od tvari slične cementu. Ipak iako je njezin oblik ružan, veoma je učinkovit i pruža veliku sigurnost. U Pamćenju je opisano kako zgrada ima ventilacijski (ili bolje) filtrirajući sustav kao u svemirkog broda i osigurane zalihe vode i hrane.

### Caravanserai
Ova četvrt je bila žarište siromaštva, ali kroz samu radnju serije i ona je prošla kroz mnoga poboljšanja. Nalazi se blizu centra starog dijela Vorbarr Sultane.

### Vorkosigan Surleau
Vorkosigan Surleau je malo selo smješteno u Vorkosigan Okrugu. Vorkosigani imaju ljetnu kuću u blizini, na obali Dugačkog Jezera. Vorkosigan kuća je izvorno bila izdvojena baraka za vojnike s Vorkosigan imanja, a potječe još iz Vremena Izolacije. Sad je zamak kojeg je čuvala ta baraka razorena i spaljena ruševina na brežuljku koji nadgleda jezero.

## Vanjske poveznice
- Bo Johanssonova karta Barrayara